# 愛宕グリーンヒルズ
愛宕グリーンヒルズ（あたごグリーンヒルズ）は、東京都港区愛宕二丁目に所在する複合商業施設である。略称は愛宕ヒルズ。
オフィスビルのMORIタワーとタワーマンションのフォレストタワーからなるツインタワー。デベロッパーは森ビル。2001年竣工。

## 概要
1984年（昭和59年）、この地区の敷地の約6割を占める地権者の曹洞宗青松寺から、「このまま道路沿いで建物の建て替えが個別に進むと、ペンシルビルが建ち並び、お寺の門前や、その奥の愛宕山が隠れてしまう。いい解決方法はないだろうか……」との相談が森ビルに持ちかけられたことを機に、愛宕地区における再開発事業の検討が始められる。
この事業は「愛宕山の緑と歴史的・文化的環境を保全しつつ、一体的な公園機能を整備し都市の再生をはかる」との目標の下、それに沿って事業者が70軒以上建っていた住宅やビルの敷地を時間をかけて取りまとめ、そこに2棟の超高層棟を建てて、足元にオープンスペースを確保するという方法で整備を進め、2002年（平成14年）7月末に外構が完成し、すべての工事が完了している。
約3.8ヘクタールの敷地にMORIタワー（オフィス棟）とフォレストタワー（住居棟）、グリーンヒルズプラザ（店舗棟）のほか、3つの寺院（青松寺、伝叟院、清岸院）とNHK放送博物館などが同居する。
青松寺を挟み、MORIタワーとフォレストタワーを北と南に離して配置した。これによって道路から山門は隠れずにすみ、奥にある愛宕山の緑の気配もうかがうことができるようにした。低層のグリーンヒルズプラザでは、愛宕山の緑がそのまま連続するように屋上を緑化。市民が愛宕山を散策できるように、エレベーター棟も設置し、木道を設け、公園を整備した。
青松寺と隣接していることにちなみ、仏教で極楽浄土を象徴するハスの花を模した外観や事務所棟ロビーのデザインは、世界的な建築家シーザー・ペリ率いるシーザー・ペリ・アンド・アソシエーツ（Cesar Pelli & Associates、現 Pelli Clarke Pelli Architects）が監修した。
森ビルの持ち分の一部は森ヒルズリート投資法人に組み入れられている。

## 愛宕グリーンヒルズMORIタワー
愛宕グリーンヒルズMORIタワーは、東京都港区愛宕二丁目5番1号に所在するオフィスビルである。
オフィス（5〜41階）と店舗（1階〜4階、42階）で構成される。いわゆるスケルトン賃貸仕様と標準賃貸仕様の中間のクォータースケルトン仕様を採用。間仕切り位置が自由に設定できる天井システムも採用した。2002年（平成14年）にNHK放送博物館内に所在していたNHK放送文化研究所が、16階に移転している。
エレベーターは合計24基あり、オフィスバンクは4バンクあり、1バンクはフジテック製、2バンクは三菱電機製、3バンクと非常用2基が東芝製、4バンクと低層部貨物用が日立製、商業施設用がオーチス製である。
2018年（平成30年）11月19日より、2階・3階のオフィスロビーにセキュリティゲートが新たに設けられ、オフィステナント入居者および42階のレストラン「XEX Atago Green Hills」の利用客のみしか入れないようになった。部外者・オフィス訪問者は2階の受付で入館手続きを済ませ、ICカードの貸与を受けなければ入場出来ない。レストラン専用の受付・入口は3階にあり、同様に手続きを済ませてからゲート内に入場する。
| - 1バンク（フジテック製、各バンク1基のみ1階まで通じているが、メンテナンス用であり通常利用不可） 2 - 13 - 2バンク（三菱電機製） 2・3・14 - 23 - 3バンク（東芝製） 2・3・24 - 33 - 4バンク（日立製） 2・3・34 - 42 | - 商業施設用（オーチス製） 1 - 4 - 非常用（東芝製） B2・B1・1 - 42 ※内1基は屋上階まで運転可能。 - 低層部貨物用（日立製） B2 - 2 |

## 愛宕グリーンヒルズフォレストタワー
愛宕グリーンヒルズフォレストタワーは東京都港区愛宕二丁目3番1号に所在するタワーマンションである。
地上42階・地下4階で総戸数382戸の賃貸住宅。一般賃貸住宅のほか家具付き賃貸住宅（サービスアパートメント）も併設した。最上階にはジムやプールなどを備えたグリーンヒルズスパ（GREEN HILLS SPA）、41階には近接する東京慈恵会医科大学と提携した居住者のための24時間体勢の健康相談室などを備えたほか、各種サービスの提供や取次を行うフロントサービスも充実させた。
映画『g@me.』（2003年公開）で、主人公（藤木直人）の自宅としてロケ使用された。

## 特徴
愛宕グリーンヒルズが立地する地区の特徴は、愛宕山の地形と臨海部の緑が醸し出す景観にある。それを基盤として活かし、事務所·住宅からなる高層ツインタワーを配置し、伝統的な青松寺の伽藍を複合させたサイトプランである。一方、この愛宕地区は都市計画公園区域、風致地区に指定された規制の厳しい地域でもあり、有効空地等の都市計画上定められる施設を、緑の保全や一体性の工夫によって規制をプラスに働かせ、緑と施設とが無理なく融合した風景として納めるよう計画がなされた。
工事着工前の段階で既存樹から採取した実生苗の育成状況で、枯損のリスクと費用のかかる大径木の移植を極力おさえ、その分、若い後継樹を新たな植栽地で健やかに育つよう考えられた。愛宕山の約40度の斜面に築造された公園園路が、緑を保全する必要性から地形を改変しない工法の選択を迫られ、深礎工法による橋梁形式の園路が提案され、採用となっている。
この事業は開発によって不動産価値を高めたプロジェクトとして評価され、今日不動産業界において国際的に最も権威があるULI Awards for Excellenceを国内初受賞した。なおULI (Urban Land Institute)は1936年に設立された、不動産関連研究および教育のための非営利団体で、現在世界70ヶ国に正規会員ならびに特別会員が所属し、開発業者、行政従事者、学識者、設計者、コンサルタントなど、土地活用と開発に関わるあらゆる分野の専門家により構成されている。

## ギャラリー

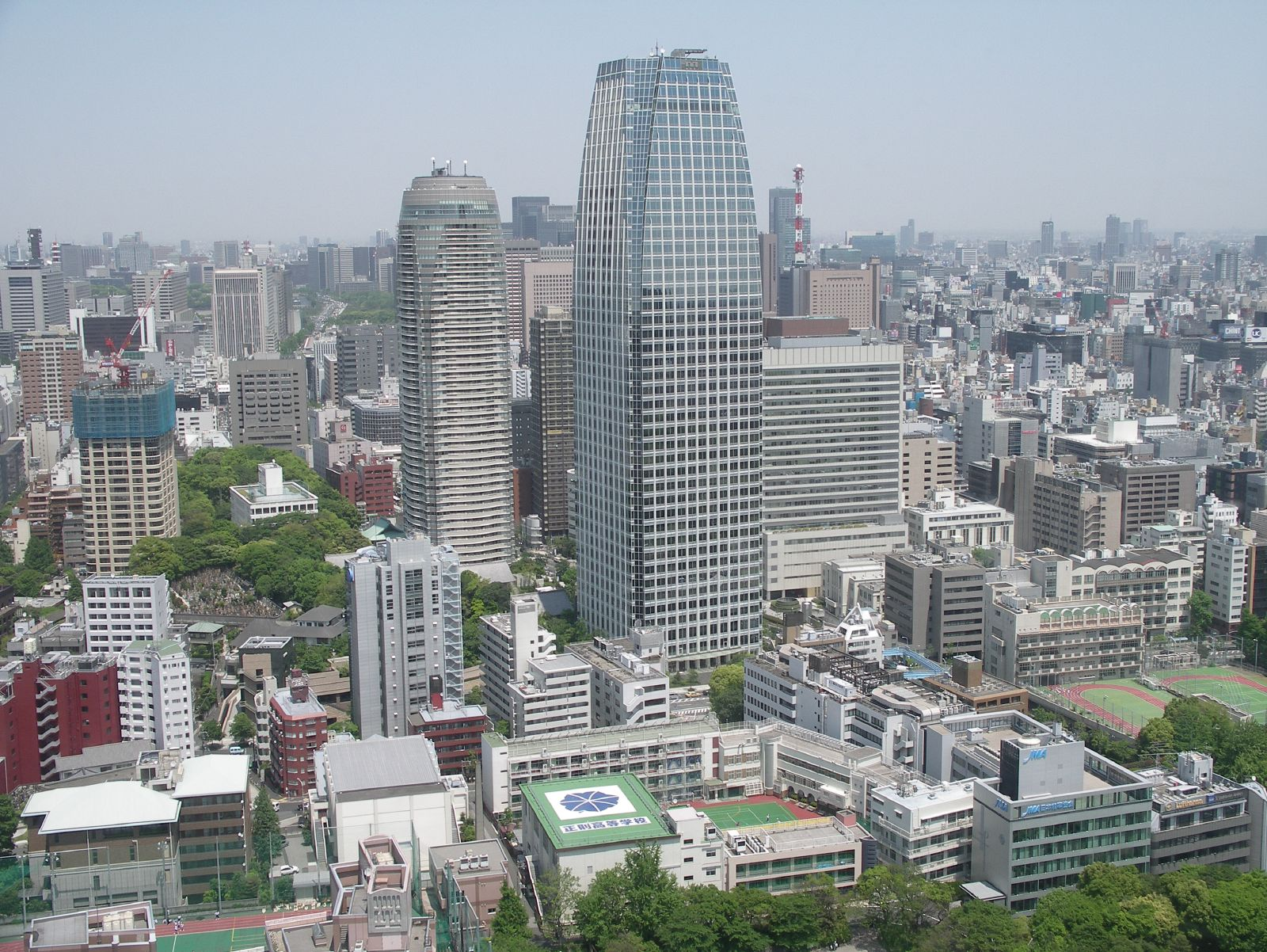
周辺
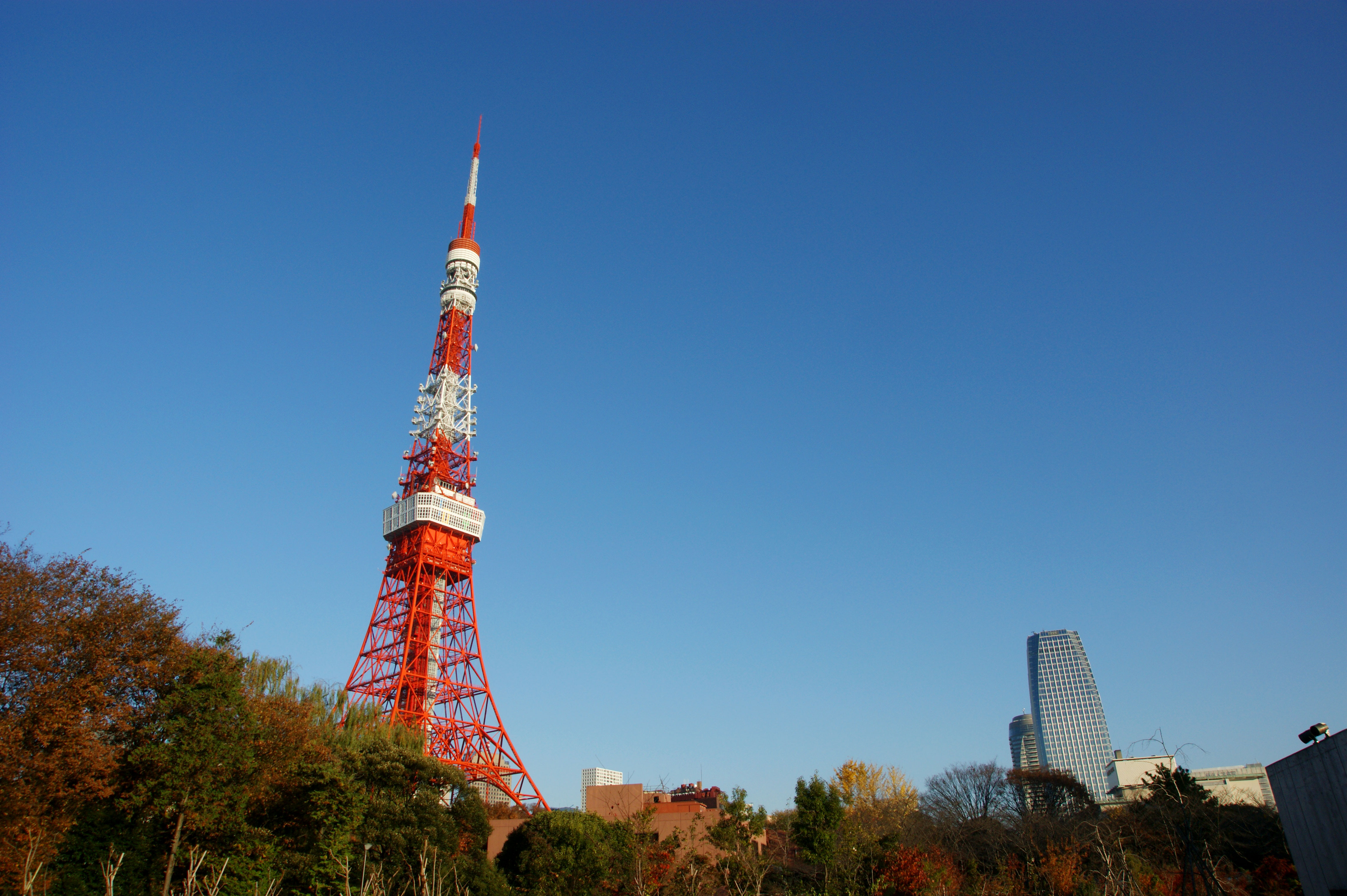
東京タワーと愛宕グリーンヒルズ
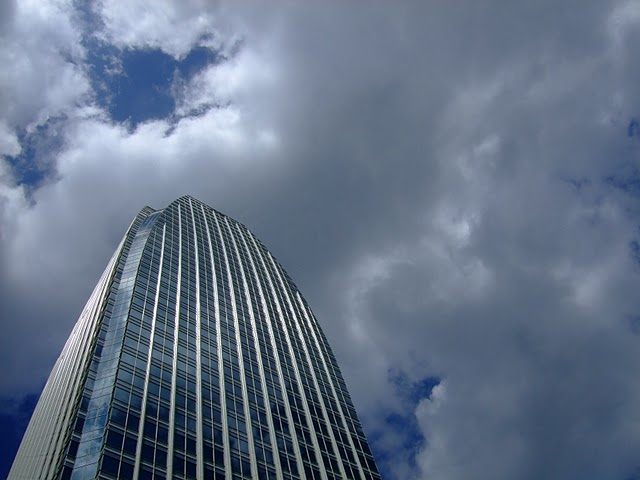
MORIタワー
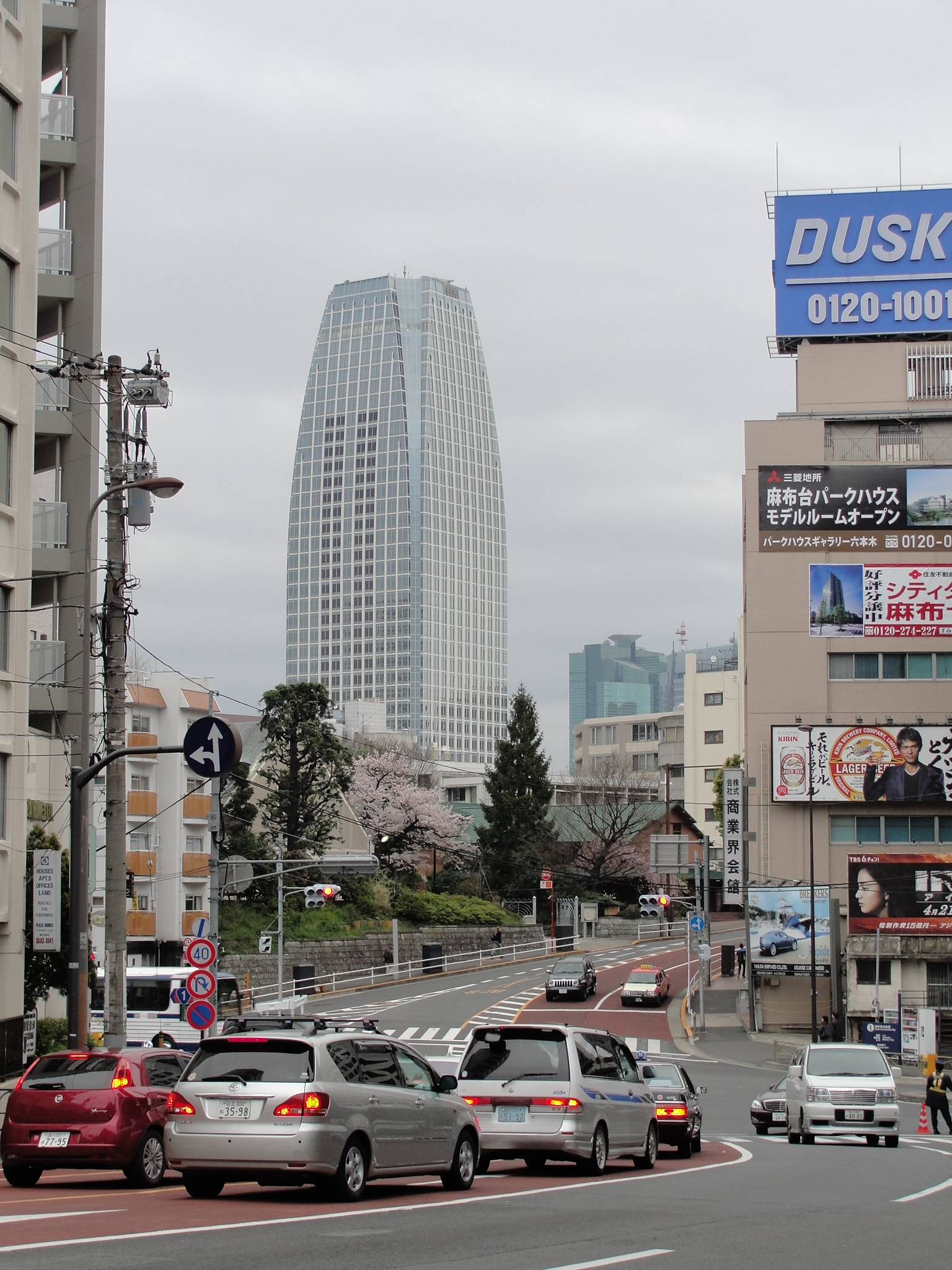
MORIタワー
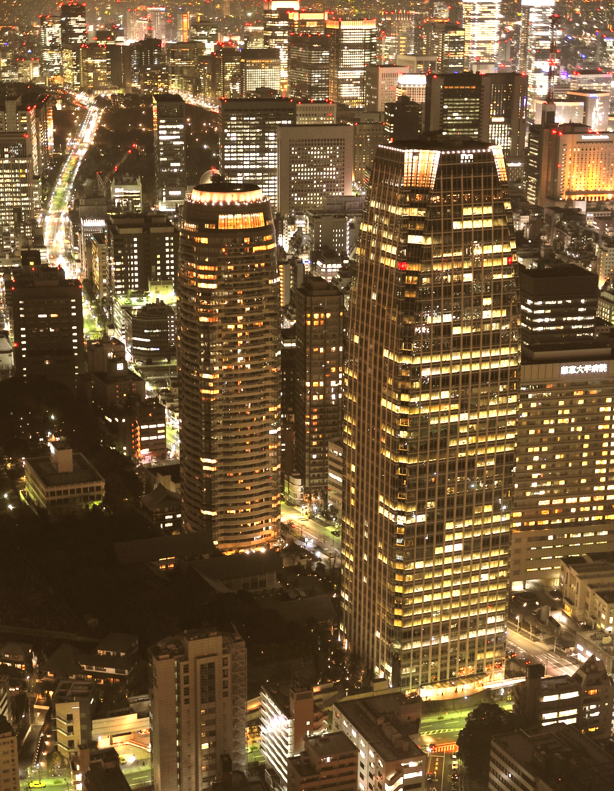
東京タワーからの夜景
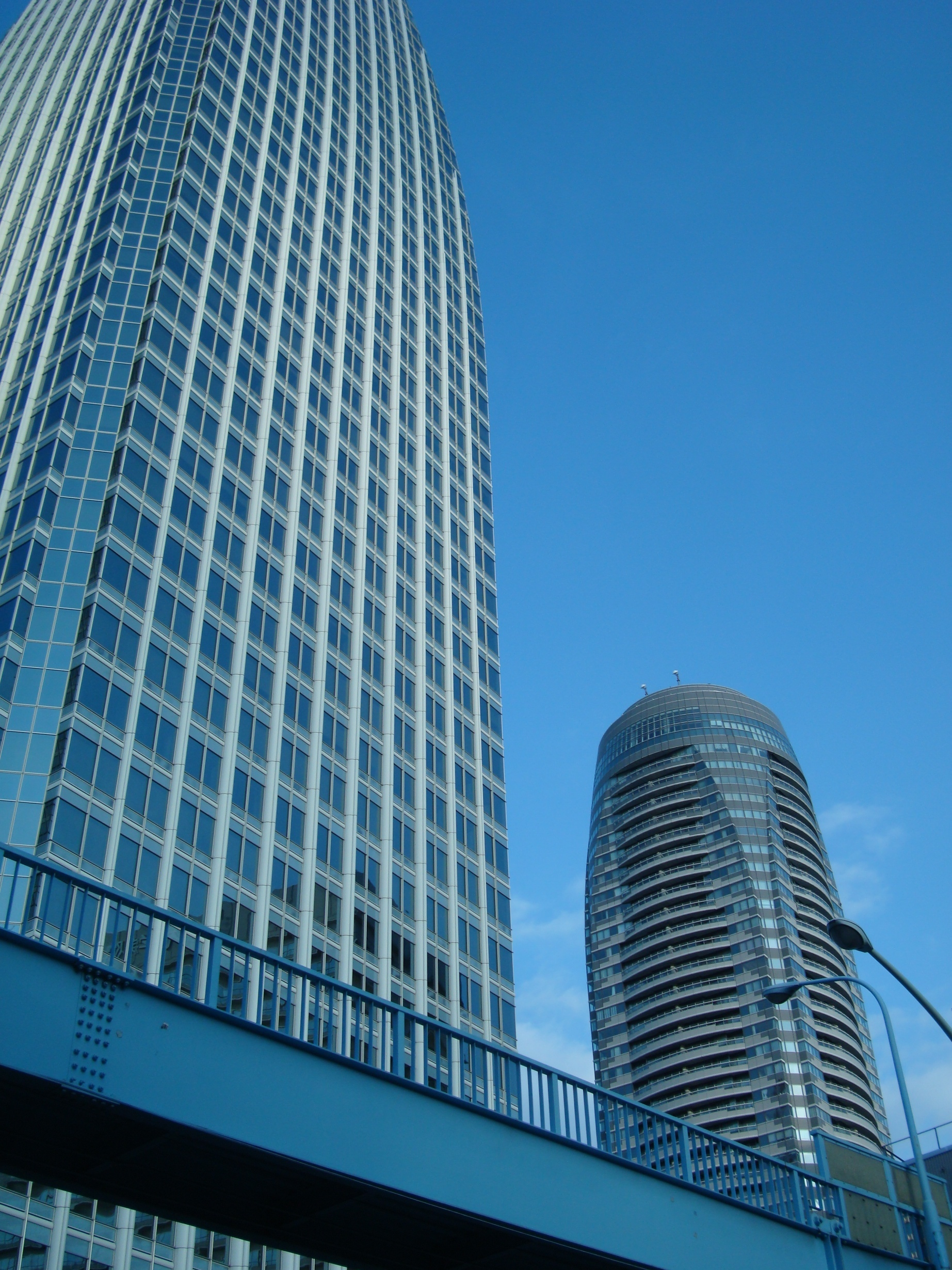